# Tweek y Craig
«Tweek y Craig» («Tweek x Craig» como título original) es el sexto episodio de la decimonovena temporada de la serie animada South Park, y el episodio número 263 en general, escrito y dirigido por el cocreador de la serie Trey Parker. El episodio se estrenó en Comedy Central el 28 de octubre de 2015 en Estados Unidos, el episodio parodia la ficción slash y el arte yaoi.

## Argumento
El Director PC junto a Wendy Testaburger albergan una reunión para presentar a los estudiantes acerca del arte asiático del Yaoi, que se ha puesto de moda debido a la gran afluencia de estudiantes asiáticos. Las imágenes muestran a Tweek y Craig dibujados al estilo manga que dedican a la actividad homoerótica y homosexual, creando confusión entre Stan y la pandilla, Tweek y Craig son traídos a la oficina del director donde ambos son conscientes de que no son gais, pero el director les dice que si hay una relación entre ellos e incluso mencionó que no tiene nada de malo ser gay y que ellos deben dar el consentimiento,  Stan habla con su padre Randy sobre la confusión sobre que "Las asiáticas deciden arbitrariamente a quien manda ser gay en yaoi". Randy, que no sabe del tema, llega a la conclusión aplicando la norma políticamente correcta de que las asiáticas se les permita decidir quién es realmente gay.
En "Whole Foods Market", Thomas (padre de Craig) fue felicitado por Gerald y compañía de que su hijo es gay, pero él no se dispone a aceptar eso. En casa de Tweek, sus padres les felicitaron por el accionar de ser gay que recompensaron con dinero, Tweek no se sentía bien ya que quería aclarar que él realmente no es gay, entonces empieza a pensar que las asiáticas seguían con los dibujos de Tweek y Craig en diferentes modelos publicado en varias zonas de la ciudad incluido en un taller de arte local asiático. 
Eric dentro de su dormitorio piensa con cierta dudés sobre la relación de Tweek y Craig, de repente, llega el cupido de Eric llamado "Yo cupido" (visto por última vez en el episodio "Cartman finds love"), para acelerar el romance, el cupido de Eric con su flecha de amor se dirige a la casa de Craig a flecharlo en la cabeza y orinar en la boca, luego el cupido expresa sentimientos homosexuales hacia Eric siendo rechazado por él, Al día siguiente en la escuela, la tensión crece entre Tweek y Craig los lleva a luchar, pero se desestimó como una pelea de enamorados, ambos fueron llamados por el Director PC para apoyar el hecho siendo politicamnete correcto y en vez de castigar con semanas de detención, les premió con dinero.
Cuando Randy llama al presidente de China, Xi Jinping, para pedir aclaraciones sobre el arte yaoi, el presidente responde que China no tiene nada que ver en eso, sino en Japón. Luego Eric recibe flores de parte del cupido, ya que le tiene mucho aprecio, en el bar de la escuela, el cupido propone a Eric para ser enamorados (como Tweek y Craig) siendo rechazado por Eric y sugirió que dejara de molestar. Mientras tanto, Craig visita en la casa de Tweek para proponer que mañana en la entrada de la escuela ambos actúen como gays haciendo una ruptura falsa con la finalidad de acabar la relación. 
Al día siguiente Tweek y Craig se encontraban en el lugar y empezaron a dramatizar ante las estudiantes asiáticas (que ya se descubrió que son japonesas) y los demás, pero Tweek se sale del libreto y enfurecido, afirmó que Craig si es gay porque salió con un chico llamado Michael tratando de manipulador, al ver que la pelea se tomó en serio, los estudiantes empezaron a retirarse del sitio odiando a Craig por el accionar. En un video musical se observa a Craig deprimido y solitario ingresar a su habitación, mientras que toda la ciudadanía y las estudiantes japonesas también sintieron pena por el término del romance, que ahora realizaron dibujos de ellos separados.
Eric se reúne con el Yo cupido en un bar gay para pedirle que Tweek y Craig se reconcilien, el cupido está dispuesto a ayudar pero con la condición de que él y Eric tuvieran una cita. Por otro lado, Tweek con el corazón roto visitó a la casa de Craig, trata de pedir perdón por lo que hizo y desea que se reconcilien, pero fue negado por Craig quien ratificó que no es gay y dijo que debes hacer gay con otra persona, mientras que sus padres se lamentaron por el hecho hasta que llegó el cupido para flechar al Sr. Thomas, luego de ser flechado va al dormitorio de Craig y dialoga que no evite ser gay porque él no lo decide, que los japoneses son quienes deciden, al final le recompensó con cien dólares, y al día siguiente Tweek y Craig se reencuentran tomándose de las manos pasando por varios sitios trayendo alegría a la ciudad. Al finalizar, El Yo cupido da masajes en la espalda de Eric como parte de la cita, su madre lo observa y lo que realmente ve es a Eric masturbándose en el cuarto de baño.

## Producción
Antes de presentar el episodio, los productores solicitaron al público televidente que enviaran dibujos de Craig y Tweek los cuales son los que se muestran en el episodio.

## Recepción
Max Nicholson de IGN calificó al episodio un 8,5 de 10 y destacó de los artes yaoi "Resultó ser uno de los episodios más divertidos de South Park en lo que va de ésta temporada", Chris Longo del sitio Den of Geek calificó 3 de 5 estrellas, quien destaca la labor de los creadores de la serie, El escritor de The AV Club, Dan Caffrey señaló que no sabía que existía el arte yaoi de Tweek y Craig , y al mismo tiempo calificó al episodio un A-, y comentó "en todo caso, Tweek x Craig es crítica, no de la homofobia, sino de algo mucho más general, algo que se ha convertido en el blanco de muchos, varios episodios de South Park desde que se transmitió el primer episodio sigue siendo tendencia.